# اریش اوبرمایر
اریش اوبرمایر (آلمانی: Erich Obermayer؛ زادهٔ ۲۳ ژانویهٔ ۱۹۵۳) بازیکن سابق و مربی فوتبال اهل اتریش است.
از باشگاه‌هایی که در آن بازی کرده‌است می‌توان به باشگاه فوتبال آستریا وین اشاره کرد.
وی همچنین در تیم ملی فوتبال اتریش بازی کرده‌است.